# Audley End House
Audley End House è una casa di campagna del XVII secolo che sorge fuori da Saffron Walden, nella regione inglese dell'Essex. Costruita in stile giacobita sul terreno dove sorgeva la medioevale Abbazia di Walden, è uno dei più celebri esempi del suo genere. L'attuale edificio corrisponde solamente a un terzo dell'originale costruzione secentesca ed è oggi proprietà dell'English Heritage. Tra i suoi proprietari vi fu re Carlo II d'Inghilterra.